# Шапка алтабасна

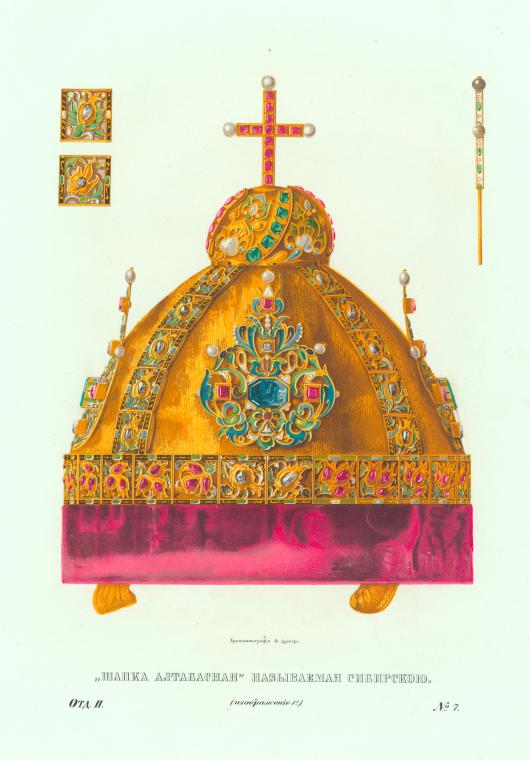
Шапка алтабасна (малюнок Ф. Г. Солнцева, середина XIX ст.)

Шапка алтабасна, Шапка Сибірська царя Івана V Олексійовича — дорогоцінний головний убор, колишня державна регалія, що знаходиться нині у зібранні Збройової палати Московського кремля. Ще одна її назва — Шапка Третього Наряду.

## Опис
Алтабас — золотканна парча, що завозилась до Московії зі Сходу для потреб царського двору та церкви. Вона використовувалась для пошиву дорогоцінного парадного одягу.
Шапка зроблена в 1684 за традиційною на той час формою Шапки Мономаха. Це єдиний зі збережених вінців російських монархів, що має тканинну, а не металеву основу. Для виготовлення регалії були використані дорогоцінні камінці зі знищеної діамантової корони царя Федора III.
Шапка має внутрішній каркас із срібних дуг, на який прикріплена алтабасна основа. Від пояску-тулії до золотого верху із хрестом відходять 4 пояски. Вони всипані камінцями, їх декор споріднений декору тулії. Знизу до тулії приєднане традиційне соболине хутро.
Ось опис вінця 1689 року:
|  | Шапка третьего наряду, запоны и дуги нашиты по алтабасу. Нижней венец запоны яхонты червчатые; в том же венце напереди две запоны, а в них по алмазу. В дугах двадцать запон, а в них по алмазу; да промеж дуг четыре запоны; в первой запоне два яхонта червчаты, два алмаза, два изумруда, да пять зерен гурмицких, на спнях. В другой в средине изумруд, по сторонам два алмаза, три яхонта червчатых, три зерна гурмицких на спнях. В третьей в средине яхонт лазоревой, по сторонам два алмаза, три яхонта червчатых, три зерна гурмицких на спнях. На четвертой в средине изумруд, по сторонам два алмаза, три яхонта червчатых, три зерна гурмицких на спнях. На верху яблоко золотое, на нем десять яхонтов червчатых, десять изумрудов. На яблоке крест золотой с яхонты, да три зерна гурмицких. Под крестом изумруд сквозной. |

Усього вінець має близько 100 камінців і перлин. За описом 1702 р. він був оцінений в 909 рублів.

## Шапка у геральдиці
З XVIII ст.. була поширена думка, що вінець був створений царем Федіром III у пам'ять підкорення Сибірського ханства. Хоча надалі ця теза була спростована, вінець традиційно продовжує називатись Шапкою Сибірською. У Великому державному гербі Російської імперії (1882) він відповідно увінчував щит з гербом Царства Сибірського.